# 한여름 (1983년)
한여름(1983년 10월 25일~)은 대한민국의 배우이다. 한여름은 2004년 영화 《사마리아》와 2005년 《활》 등 김기덕 감독의 작품에 연이어 출연하며 김기덕 감독의 ‘페르소나’로 손꼽혀왔다.

## 연기 활동

### 영화
| 연도 | 제목                  | 역할   | 감독   | 비고 |
| ---- | --------------------- | ------ | ------ | ---- |
| 2004 | 사마리아              | 재영   | 김기덕 |      |
| 2005 | 활                    | 소녀   | 김기덕 |      |
| 2006 | 태양의 이면           | 미나   | 윤영호 |      |
| 2007 | 니 말을 믿으라는 거야 | 영미   | 윤여창 |      |
| 2007 | 판타스틱 자살소동     | 지나   | 박수영 |      |
| 2008 | 기다리다 미쳐         | 조비앙 | 류승진 |      |
| 2010 | 섹스 볼란티어         | 예리   | 조경덕 |      |

### 텔레비전 드라마
| 연도 | 방송사 | 제목                | 역할   | 비고          |
| ---- | ------ | ------------------- | ------ | ------------- |
| 2004 | SBS    | 장길산              | 끝춘이 |               |
| 2006 | MBC    | 라이카의 여름       | 이신우 | 베스트극장    |
| 2008 | SBS    | 유리의 성           | 강혜영 |               |
| 2011 | MBC    | 애정만만세          | 채희수 |               |
| 2012 | KBS2   | 태권, 도를 아십니까 | 원선   | 드라마 스페셜 |

## 연기 외 활동

### 기타
- 2009년 3월호 맥심(잡지)의 표지모델